# Staroholandský racek
Staroholandský racek je plemeno středozobého holuba, řadící se mezi racky. Společně s ním jsou ve skupině středozobých racků třeba staroněmecký nebo italský racek. Jeho číslo dle EE je 0703 a pochází z Holandska. Kroužkují se kroužkem velikosti 11 mm. Je vyhlášený svou důvěřivou, nebojácnou až krotkou povahou.

## Historie

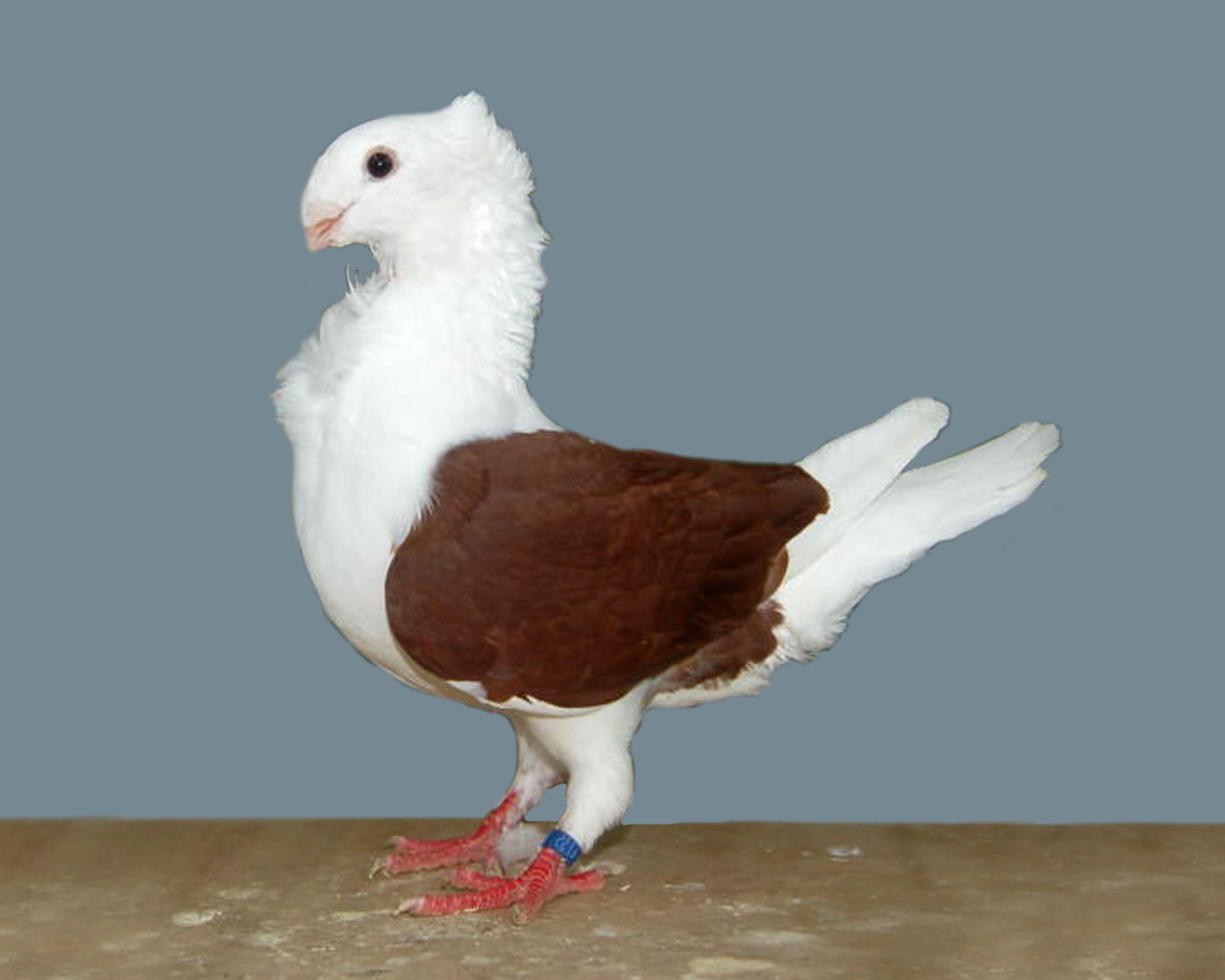
Staroholandský racek červený

Historie staroholandského racka je tajemstvím, které se chovatelům zatím nepodařilo rozluštit. Tito ptáci pravděpodobně vznikali okolo roku 1600, avšak další zmínky o nich nacházíme až době vydání standardu plemeno, který byl vydán ve 30. letech 20. století . První zmínku, právě tu z roku 1600, můžeme najít v knize italského botanika a entmologa Ulisse Aldrovandiho. Toto dílo nese název Ornithologia libri a autor v něm, mimo jiné, popisuje i některá plemena holubů chovaných v tehdejší Itálii . Aldrovandi uvedl, že v Holandsku se vyskytuje holub s náprsenkou na krku, který je znám jako „cortbecke“ podle krátkého zobáku.

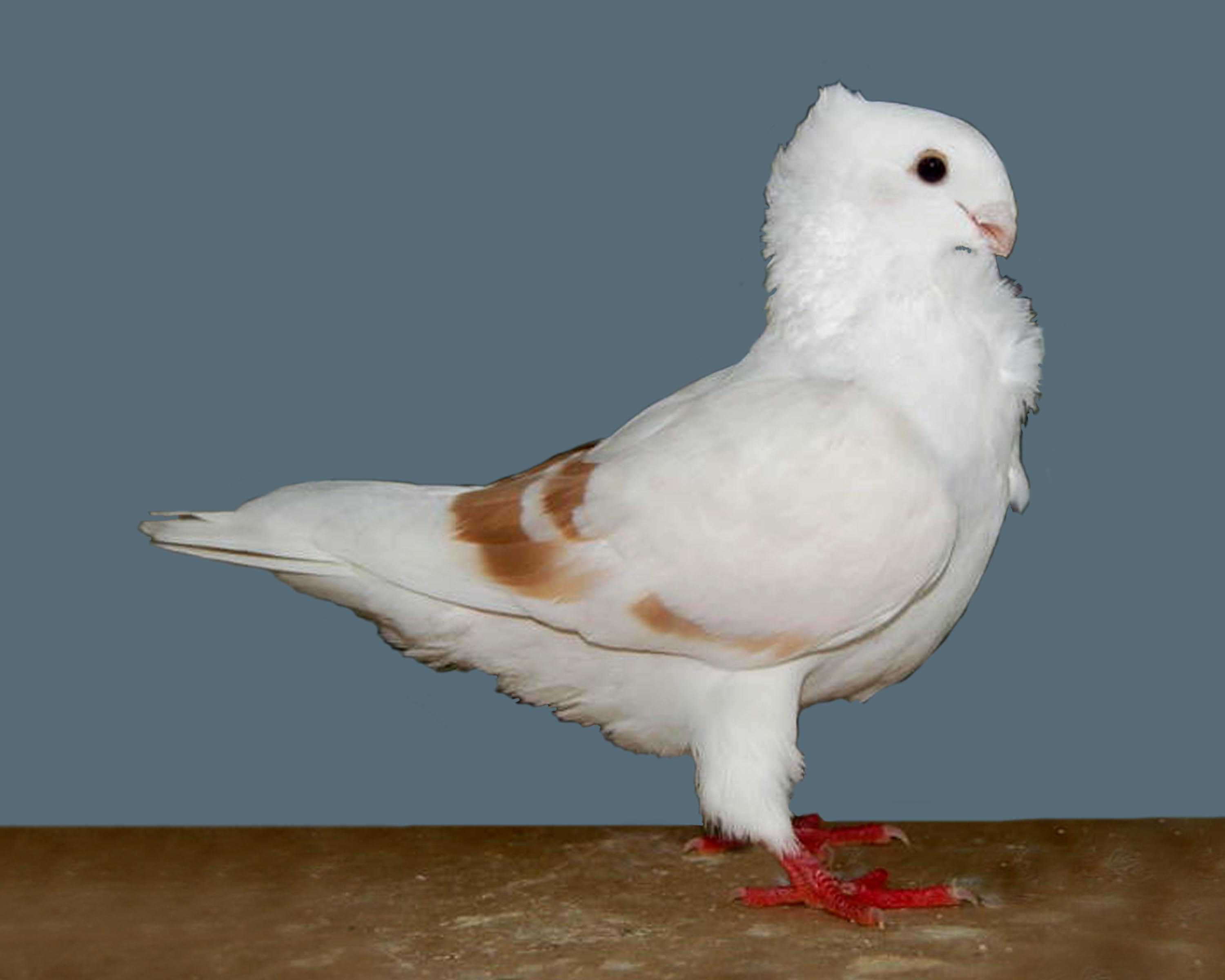

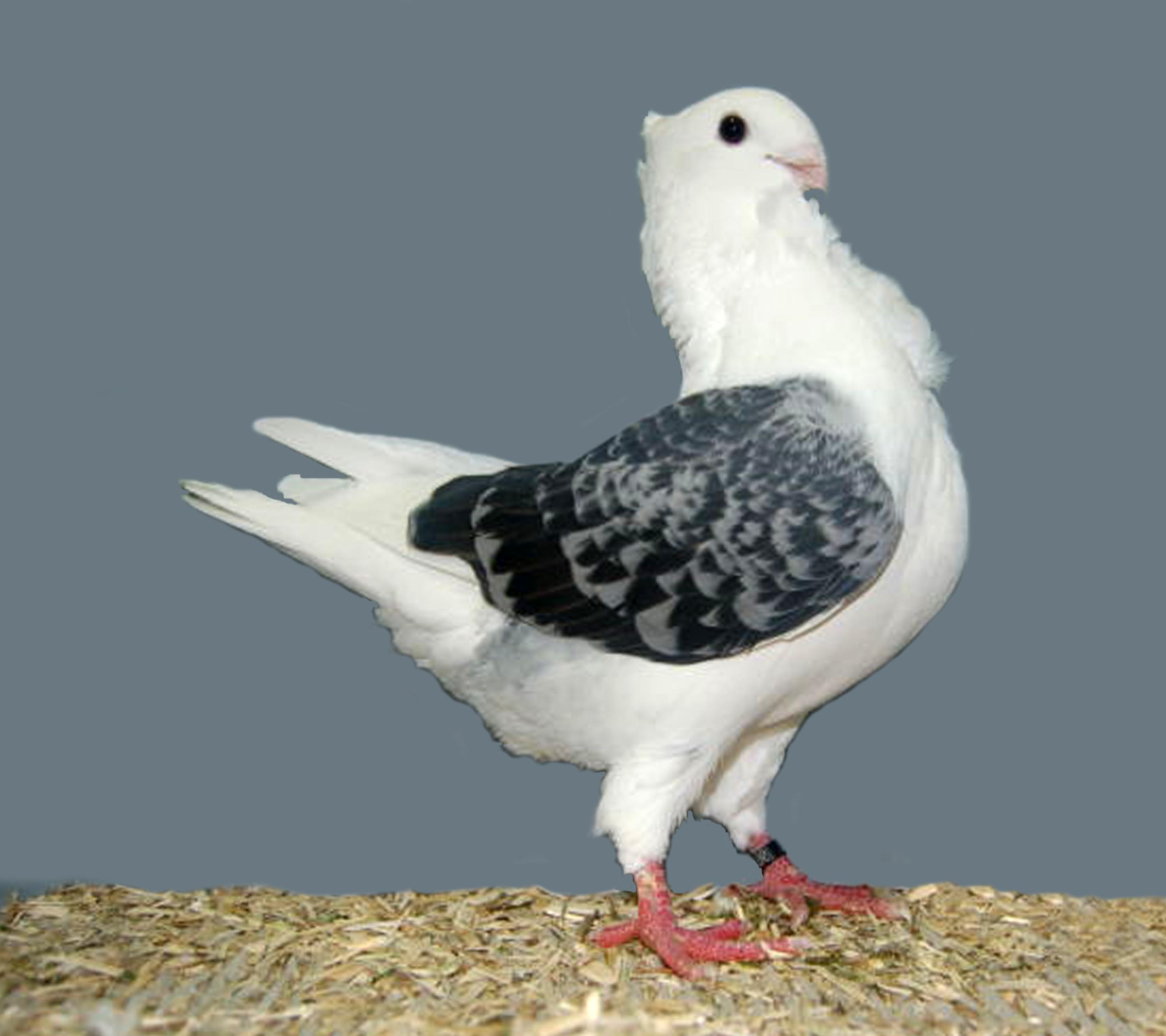

V roce 1931 se začal holubářský odborník H. Th. G. Moezelaar zajímat o staroholandské racky a mapovat jejich výskyt, v roce 1938 pak založil chovatelských klub těchto holubů . V následujících letech Nizozemci provedli efektivní modernizaci přikřížením některých jiných plemen, zapojili třeba antverpské racky, kteří přinesli velké, široké a protáhlé hlavy . Dále byla zvolena některá plemena holubů vzniklých na bázi poštovního holuba, mezi nimiž nechyběli antverpští výstavní (šířka hlavy) a němečtí výstavní (výška postoje a obdobné držení těla).

## Vzhled
Při posuzování na výstavách se u staroholandských racků posuzuje především celkový dojem, dále pak tvar těla, hlava a chocholka kresba a barva
Celkově je tento racek středně velký, vodorovně nesený s převládajícím bílým zbarvením. Má krátká záda. Hlava je podlouhlá, ne úzká, největší krátce před očima; kde také leží nejvyšší bod. Křivka temene viděná ze strany je dlouhá, vodorovná, na konci ukončena špičatou chocholkou. Čelo a zobák tvoří z pohledu ze strany rovnou linii, která v krásně kulatém oblouku přechází do linie temena. Z pohledu shora tvoří zobák a čelo trojúhelník. Špičatá chocholka co možná nejvýše posazená, na zadní straně krku hřeben. Oči jsou velké, kulaté a plné, přesto s živým výrazem; tmavé. Obočnice světle masově zbarvené, jemné struktury. Zobák středně dlouhý, silnější, tupý, dobře uzavřený, s čelem v přímé linii. Prodloužená přímka středu zobáku prochází očima. Má světle masovou barvu. Ozobí je malé a jemné. Krk je střední, silnější; hrdlo dobře vykrojené. Ocas je krátký až střední, dobře složený a vodorovně nesený.

### Barvy a rázy
Staroholandský racek je rozmanitý holub s pestrou škálou možných barev; černá, červená, žlutá sytá i žlutá lesklá, plavá, stříbřitá… Základní barva štítů světle krémová, načervenalá nebo stříbřitá. Základní barva je bílá, jen štít křídla a pokud možno i křidélko barevné. Mezi nejčastěji viděné rázy patří červeně plavá, žlutě plavá, modře nebo stříbrně kapratá nebo jednobarevní bílí.
Hrubé vady: Dlouhé, úzké tělo, slabý, dlouhý krk, příliš dlouhé nebo krátké nohy, opeřené nohy; široká, hranatá, krátká, nebo propadlá hlava, namodralé nebo červené obočnice, krátký, dlouhý, nebo nečistý zobák, jiná než vysoko nasazená chocholka; malá náprsenka, méně než 7 a více než 12 bílých letek, silně probarvené bérce, barevné peří v bílém opeření, vadná barva štítu a pruhů, náznak 3 pruhu.

## Chov
Staroholandský racek se hodí pro voliérový či volný chov. Při volném chovu mají ptáci možnost volného pohybu, takže si udržují kondici a netloustnou. Holubník pro tyto racky nemusí být příliš velký a mohou v něm žít s jiným druhem holubů. Avšak pokud je v chovu dominantní samec, je možné, že bude ničit cizí vejce. Co se krmení týče, chovatel by měl vybrat směs speciálně pro krátkozobá nebo středozobá plemena.
Hnízdění probíhá od března do června,